# كارلوس هرنانديز فاسكيز
كارلوس هرنانديز فاسكيز (بالإسبانية: Carlos Hernández Vázquez)‏ هو كاتب سيناريو ومنتج أفلام ومخرج مكسيكي، ولد في 14 أغسطس 1983 في سيلايا في المكسيك.

## وصلات خارجية
- كارلوس هرنانديز فاسكيز على موقع IMDb (الإنجليزية)
- كارلوس هرنانديز فاسكيز على موقع كينوبويسك (الروسية)